# Deil (Heidmark)
Deil war ein Hof in der Ostheidmark im Altkreis Fallingbostel in Niedersachsen. Hof Deil gehörte zur Gemeinde Bockhorn und war dort mit 632 Morgen das größte Anwesen.

## Geschichte
Die Siedlung wird in dem Walsroder Urkundenbuch mehrfach erwähnt, 1237 erstmals als Derenlige. Hier ist von mehreren Gütern (Höfen) die Rede. Der sogenannte Wüsthof wurde im Dreißigjährigen Krieg zerstört. In Deil lebten Heidebauern. Ihr Haupterwerb war bis in das 19. Jahrhundert die Heidschnuckenhaltung. 1917 vernichtete ein Brand das Wohnhaus und den Schweinestall. 1922 wurden die Gebäude im neuen Stil wieder aufgebaut wurden. Die letzten Eigentümer verkauften Holz, entgingen aber nicht dem Konkurs. Im Zuge der Errichtung des Truppenübungsplatzes Bergen wurde der größte Teil des Besitzes in das Übungsgelände eingegliedert. Der Hof wurde in die in der Nähe errichteten Kasernen von Oerbke einbezogen, die Gebäude dienten danach als Offiziersmesse.